# Vozera Paŭaziorje
Vozera Paŭaziorje (vitryska: Возера Паўазёрье, ryska: Ozero Polozër’ye) är en sjö i Belarus.   Den ligger i voblasten Vitsebsks voblast, i den norra delen av landet, 170 km nordost om huvudstaden Minsk. Vozera Paŭaziorje ligger 127 meter över havet. Arean är 7,5 kvadratkilometer. Den sträcker sig 4,7 kilometer i nord-sydlig riktning, och 4,2 kilometer i öst-västlig riktning.
Omgivningarna runt Vozera Paŭaziorje är en mosaik av jordbruksmark och naturlig växtlighet. Runt Vozera Paŭaziorje är det glesbefolkat, med 18 invånare per kvadratkilometer.